# ナウ・ユー・シー・イット
『ナウ・ユー・シー・イット』（原題：Now You See It... (Now You Don't)）は、アメリカ合衆国のジャズ・サクソフォーン奏者、マイケル・ブレッカーが1990年に発表した、単独リーダー作としては3作目のスタジオ・アルバム。

## 背景
前2作に引き続きドン・グロルニックがプロデューサーに起用され、グロルニックは演奏には参加しなかったが2曲を提供した。音作りに関しては、以前の作品と比べてテクノロジーやパーカッションが多用されている。

## 反響・評価
母国アメリカの『ビルボード』では、コンテンポラリー・ジャズ・アルバム・チャートで7位に達した。スコット・ヤナウはオールミュージックにおいて5点満点中4点を付け「ジム・ビアードのシンセサイザーは、ファンキーなグルーヴのお膳立て、或いはリーダーであるブレッカーの演奏の背景といった雰囲気作りに役立っている」「ジョン・コルトレーンをアップデートしたような曲もあれば、まるでウェザー・リポートのような曲もある」と評している。

## トラック・リスト
特記なき楽曲はマイケル・ブレッカー作。
| #  | タイトル                                                                               | 作詞 | 作曲・編曲 | 時間 |
| -- | -------------------------------------------------------------------------------------- | ---- | ---------- | ---- |
| 1. | 「エッシャー・スケッチ - Escher Sketch (A Tale Of Two Rhythms)」                       |      |            | 5:26 |
| 2. | 「ミンスク - Minsk」(Don Grolnick)                                                     |      |            | 9:06 |
| 3. | 「オード・トゥ・ザ・ドゥ・ダ・デイ - Ode to the Doo Da Day」(Jim Beard)                |      |            | 5:50 |
| 4. | 「ネヴァー・アローン - Never Alone」                                                   |      |            | 5:35 |
| 5. | 「ピープ - Peep」                                                                      |      |            | 7:28 |
| 6. | 「ドッグズ・イン・ザ・ワイン・ショップ - Dogs in the Wine Shop」(D. Grolnick)          |      |            | 6:34 |
| 7. | 「クワイエット・シティ - Quiet City」(J. Beard)                                        |      |            | 6:07 |
| 8. | 「ミーニング・オブ・ザ・ブルース - The Meaning of the Blues」(Bobby Troup, Leah Worth) |      |            | 6:03 |

## パーソネル
- マイケル・ブレッカー – テナー・サクソフォーン(all songs)、EWI(on #1, #2, #3, #5, #6)、キーボード(on #1)、ドラム・プログラミング(on #1)
- ジョン・ヘリントン - ギター(on #1, #2, #3, #5)
- ジム・ビアード - シンセサイザー(on #1, #2, #3, #4, #6)、キーボード(on #5, #7)
- ジョーイ・カルデラッツォ - ピアノ(on #2, #5, #6, #8)
- ヴィクター・ベイリー - エレクトリックベース(on #1, #2, #4, #5, #6, #7)
- ジェイ・アンダーソン - アコースティック・ベース(on #5, #8)
- アダム・ナスバウム - クラッシュ・シンバル(on #1)、ドラムス(on #2, #5, #8)
- オマー・ハキム - ドラムス(on #4)、パーカッション(on #7)
- ドン・アライアス - パーカッション(on #1, #3, #4, #6, #7)
- ミルトン・カルドナ - パーカッション(on #6)
- スティーヴ・ベリオス - パーカッション(on #6)
- ジェイソン・マイルス - シンセサイザー・プログラミング(on #1)
- ジミー・ブラロウワー - ドラム・プログラミング(on #1)
- ジャッド・ミラー - EWIプログラミング(on #1, #2, #5, #6)